# ハッピー・アニバーサリー
『ハッピー・アニバーサリー』（原題:Happy Anniversary）は2018年に配信されたアメリカ合衆国のロマンティック・コメディ映画である。監督はジャレッド・スターン、主演はノエル・ウェルズとベン・シュワルツが務めた。

## 概略
サムとモリーはカップルになってから3周年の記念日を迎えていたが、折悪しく、2人は倦怠期の真っ只中であった。些細なことから激しい口論になった結果、モリーが実家に帰ってしまった。その後、2人は「このまま関係を続けるべきなのか、それとも思い切って別れるべきなのか」と思い悩み始める。
本作はサムとモリーが何故そのような状態に陥ったのかを回想シーンで説明しつつ、交際3周年の記念日に苦悩する2人の姿を描写した作品である。

## キャスト
- ノエル・ウェルズ - モリー（吹替：冠野智美）
- ベン・シュワルツ - サム（吹替：花輪英司）
- ラフル・コーリ - エド（吹替：茶花健太）
- クリスティン・バウアー・ヴァン・ストラテン - ウィラ
- ケイト・バーラント - リンゼイ
- レオナルド・ナム - ハオ
- デヴィッド・ウォルトン - アリック
- イシドラ・ゴレシュテル - ジョージア
- アニー・ポッツ - ダイアン（吹替：泉裕子）
- ジョー・パントリアーノ - アルド（吹替：塾一久）
- サンチータ・マリック - プリヤ
- モリー・シュレイバー - シーラ・ワインバーグ

## 製作・マーケティング
2017年1月10日、ジャレッド・スターンが本作の監督に起用されたとの報道があった。23日、ノエル・ウェルズとベン・シュワルツの出演が決まったと報じられた。31日、本作の主要撮影がロサンゼルスで始まった。2月7日、ラフル・コーリがキャスト入りした。8月17日、ジョシュア・モシャーが本作で使用される楽曲を手掛けることになったとの報道があった。
2018年3月16日、本作のオフィシャル・トレイラーが公開された。

## 評価
本作は批評家から好意的に評価されている。映画批評集積サイトのRotten Tomatoesには6件のレビューがあり、批評家支持率は83%、平均点は10点満点で6.42点となっている。